# 费学清
费学清（2002年5月4日—），贵州人，中国男子冰壶运动员，15岁时移居至黑龙江哈尔滨开始接触冰壶，曾获2023年世界青年冰壶锦标赛男子金牌、2024年泛大陆冰壶锦标赛男子金牌、2025年亚洲冬季运动会男子铜牌。